# Le Noble Jeu de l'oye

Le roman Il giuoco dell'oca d'Edoardo Sanguineti, traduit par Le Noble Jeu de l'oye, est un roman "critique", puisqu'il bouleverse la conception classique d'auteur, de narrateur, de personnages, de diégèse, de livre, de lecteur.
L'œuvre montre, à travers le traitement subversif de la langue, l'introduction du figural dans le textuel par :
- le jeu des signifiants par leur tracé révélateur ;
- l'espacement de la surimpression avec des résultats d'intelligibilité filmique ;
- l'assemblage de l'abstraction de la langue et du (plus) concret de l'image ;
- le jeu de reflets du texte par les mises en abyme ;
- l'insistance sur la lettre (par exemple le S) en tant que segment à la fois visuel et générateur ;
- la déconstruction du binarisme révélateur de l'affirmation idéologique ;
- la chaîne evolutive des signifiants qui peuvent migrer sur des objets indifférents ("je", personnages, objets)[2].

Sous l'ambiguïté du "je" et du "jeu", apparaît le fading du sujet représenté dans l'ordre symbolique et, dans un même mouvement, divisé.
La déconstruction du sujet narrateur reflétée dans une langue "basse", et d'un "féminin" souvent déjoué comme objet sexuel mais qui hante toute page ; les "jeux" (variantes, combinaisons infinies des seuls personnages du livre : l'homme, la femme, la mort sur le damier-labyrinthe de l'écriture) tous ces traits transgressifs révèlent, dans une forme moderne, la structure d'un roman érotique.
L'œuvre de Sanguineti illustre le passage de la sémiotique, dans l'optique de Roland Barthes (la notion de fading), et de la psychanalyse, version Lacan (la notion de symbolique), dans la fiction post-moderne.